# 11e régiment de fusiliers gorkhas (armée indienne)
Le 11e Régiment de fusiliers Gorkhas, souvent appelé le 11th Gorkha Rifles, ou 11 GR en abréviation est un régiment d'infanterie de Gorkhas de l'armée indienne. Il fut créé en 1947, à l'indépendance de l'Inde. Le régiment se compose principalement des tribus Kirati Rai et Limbu du nord-est de l'Inde. Il recrute également des Gorkhas indiens et des Bhoutias indiens du district de Darjeeling, du Bengale occidental et du Sikkim. Bien qu'il soit considéré comme le plus jeune des régiments Gorkha, sa lignée est aussi longue que celle des 7e Gurkha Rifles et 10e Gurkha Rifles.

## Histoire

### Première création
Le 11th Gurkha Rifles fut créé en tant qu'unité ad hoc en 1918 avec des troupes et des officiers provenant des divers régiments de Gurkha. Le régiment a servi en Palestine et en Mésopotamie à la fin de la Première Guerre mondiale, ainsi que pendant la troisième guerre afghane en 1919, avant d'être dissous en 1922 et les troupes renvoyées dans leurs unités d'origine. Aucun insigne distinct n'était autorisé pour ce régiment et le personnel portait les insignes de distinction de leurs unités d'origine, bien qu'il y ait eu des cas où des insignes non officiels furent fabriqués et portés par certains membres du personnel.

### Deuxième création
Après l'indépendance indienne en 1947, les régiments Gurkha de l'armée indienne britannique furent divisés entre la nouvelle armée indienne et l'armée britannique. Un référendum a eu lieu parmi les soldats des régiments puisque le choix devait être basé sur le volontariat. Les hommes de quatre régiments (2e, 6e, 7e et 10e Gurkhas) choisirent d'être transférés aux Britanniques. Parmi ces quatre régiments, un bataillon (4e bataillon du 2e Gurkhas) a opté en masse pour rejoindre l'armée indienne et a été transféré au 8e Régiment de fusiliers Gorkha en tant que 5e bataillon. De nombreux soldats des 7e et 10e Gurkhas, qui recrutaient principalement dans l'est du Népal, choisirent de rejoindre l'armée indienne contre l'armée britannique à laquelle leurs régiments étaient affectés. Ainsi, afin de conserver un contingent de cette région du Népal, l'armée indienne a pris la décision de recréer le 11e Régiment de fusiliers Gorkha.
Le 11th Gorkha Rifles fut officiellement recréé le 1er janvier 1948, avec les centres régimentaires de Palampur et Santa Cruz à Mumbai. Le centre régimentaire fut ensuite déplacé à Jalapahar à Darjeeling, puis transféré à Clement Town, Dehradun pendant une brève période, et enfin à Lucknow où il fut définitivement installé. Le régiment fut principalement créé avec des hommes des 7e et 10e régiment de fusiliers Gurkhas qui avaient choisi de rester dans l'armée indienne. Comme le régiment avait été créé par l'armée indienne après l'indépendance, il fut décidé de ne pas conserver les honneurs et les traditions du premier 11e Régiment de fusiliers Gurkha de l'armée indienne britannique.
Aujourd'hui, le régiment compte six bataillons réguliers et un bataillon de l'armée territoriale.

### Guerre indo-pakistanaise de 1971
Pendant la guerre indo-pakistanaise de 1971, le 5e bataillon a été impliqué dans l'action de libération du Pakistan oriental (aujourd'hui le Bangladesh), allant chercher le premier honneur de bataille de l'unité à Bogra et l'honneur de théâtre du Pakistan oriental. Lors des opérations au Pakistan oriental, l'unité avait sécurisé la ville de Bogra dans le cadre de la 20e division de Montagne. Dans une opération audacieuse, le lieutenant Teja Bedi captura à lui seul le quartier général avec le chef de corps et le médecin chef du 52e bataillon de l'armée pakistanaise (régiment Baloch), dont le drapeau régimentaire est toujours affiché à l'envers dans le mess des officiers en tant que possession de guerre.

### Guerre de Kargil
Pendant la guerre de Kargil en 1999, le 1er bataillon a eu une participation active. Commandé par le colonel Lalit Rai, il fut chargé de la capture de plusieurs pics stratégiques dans la région de Kargil. L'une de ses unités était dirigée par le Capt. Manoj Pandey, qui reçut, à titre posthume, le Param Vir Chakra (PVC), la plus haute distinction de bravoure de l'Inde, pour ses actions dans le secteur de Batalik.

## Unité et noms
- 1er bataillon (Batalik)
- 2e Bataillon (Shingo)
- 3e bataillon
- 5e bataillon (Bogra)
- 6e bataillon
- 7e bataillon

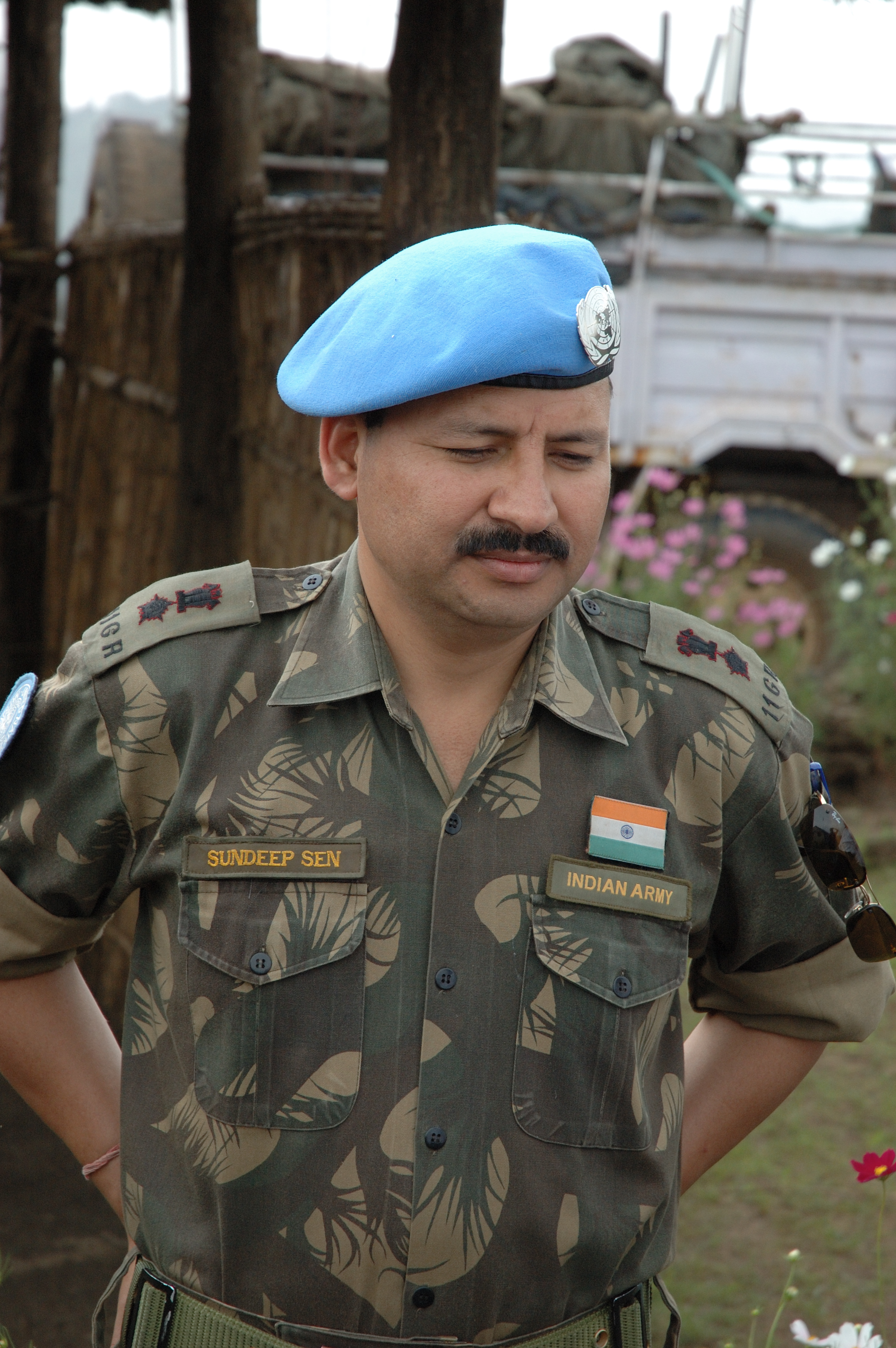
Le colonel Sundeep, commandant le 11e contingent de fusils Gorkha de la MONUC en République démocratique du Congo.

- 107e Battalion d'infanterie (Territorial Army) basé à Darjeeling, Ouest du Bengal

Autres:
- Le 4e bataillon a été dissous

De plus, le régiment des scouts du Sikkim, qui fut formé en 2013, est affilié au régiment.

## Honneurs de bataille et de théâtre
Les honneurs de bataille du régiment sont Bogra, Pakistan oriental 1971, Shingo River Valley, Jammu et Cachemire 1971 et Batalik, Conflit de Kargil 1999. Les honneurs du théâtre sont le Pakistan oriental 1971, Jammu-et-Cachemire et Kargil pour l'opération Vijay 1999.

## Décorations
Croix de Victoria
- Rfn. Ganju Lama

Param Vir Chakra
- Capt. Manoj Pandey (posthume)

Ashok Chakra
- Capt. MB Rai
- Rfn. Sal Bahadur
- 2Lt. Puneet Nath Dutt

Le régiment a également remporté 6 croix militaires, 2 chakras Maha Vir, 7 PVSM, 9 AVSM, 11 VSM, 11 vir Chakras, 5 Shaurya Chakras et 35 médailles Sena.

## voir aussi
- 1er régiment de fusiliers gorkhas (armée indienne)
- 3e régiment de fusiliers gorkhas (armée indienne)
- 4e Régiment de fusiliers Gorkhas (armée indienne)
- 5e régiment de fusiliers gorkhas (armée indienne)
- 8e régiment de fusiliers gorkhas (armée indienne)
- 9e régiment de fusiliers gorkhas (armée indienne)
- Kukhri